# Довил (Манш)
Довил (фр. Doville) насеље је и општина у северној Француској у региону Доња Нормандија, у департману Манш која припада префектури Кутанс.
По подацима из 2011. године у општини је живело 299 становника, а густина насељености је износила 26,96 становника/km². Општина се простире на површини од 11,09 km². Налази се на средњој надморској висини од 23 метара (максималној 128 m, а минималној 2 m).

## Демографија
| 1962. | 1968. | 1975. | 1982. | 1990. | 1999. | 2011. |
| ----- | ----- | ----- | ----- | ----- | ----- | ----- |
| 269   | 270   | 266   | 247   | 253   | 256   | 299   |

График промене броја становника у току последњих година